# استان زنگزور شرقی

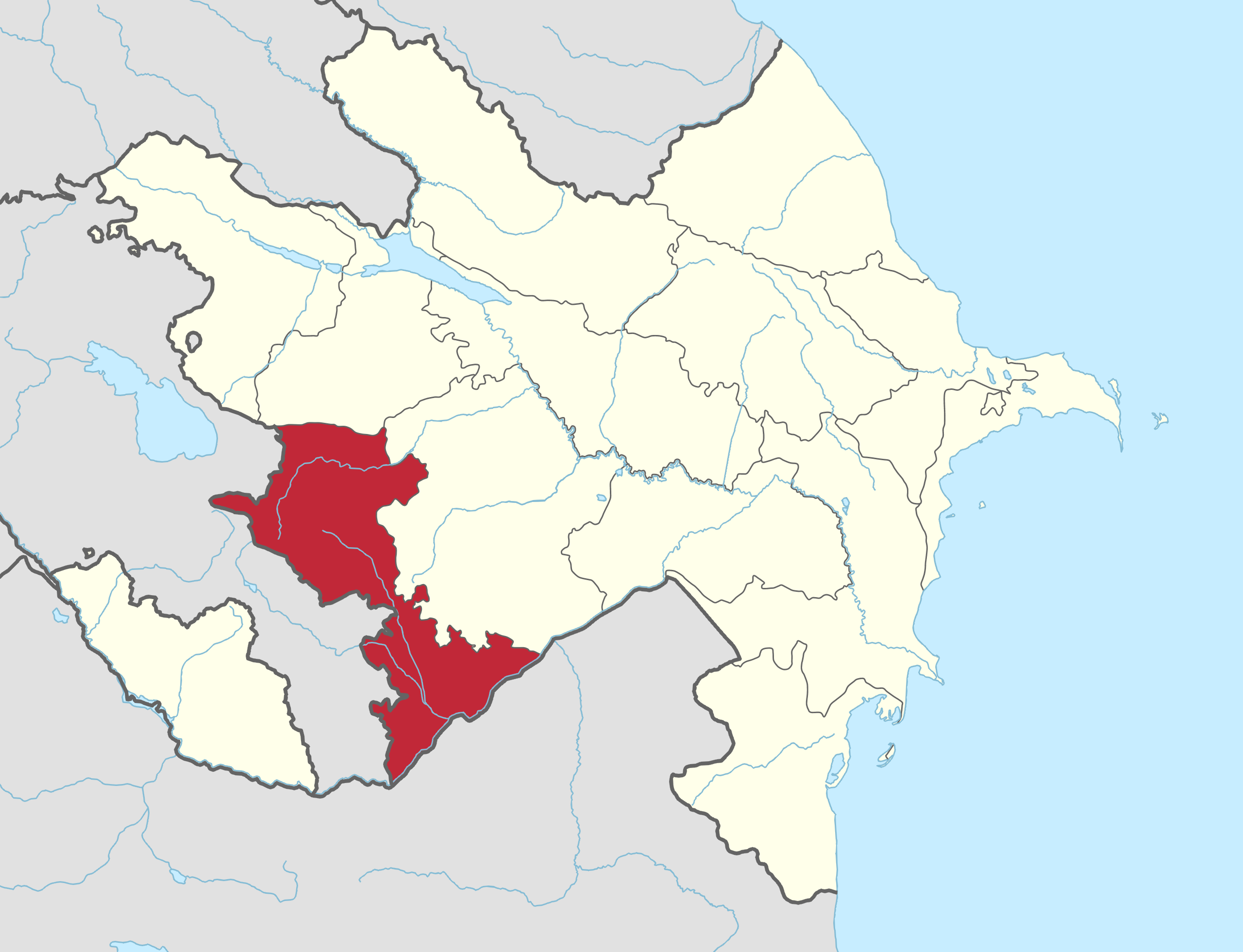
موقعیت استان زنگزور شرقی در نقشهٔ تقسیمات کشوری جمهوری آذربایجان.

استان زنگزور شرقی (به ترکی آذربایجانی: Şərqi Zəngəzur İqtisadi Rayonu) یکی از بخش‌های ۱۴ گانهٔ سطح اول تقسیمات کشوری در جمهوری آذربایجان است.
این استان با ۷٬۴۷۰ کیلومتر مربع وسعت، سومین بخش کشور و با ۳۴۱٬۲۰۰ نفر جمعیت، سیزدهمین بخش کشور (دومین استان کم‌جمعیت) محسوب می‌شود.
استان زنگزور شرقی از سمت شمال به استان گنجه-داش‌کسن، از سمت جنوب و از طریق رودخانهٔ ارس به کشور ایران، از سمت شرق به استان قره‌باغ و از سمت غرب به کشور ارمنستان محدود شده است.
شهر لاچین پرجمعیت‌ترین شهر این استان است و گذرگاه لاچین که راه مواصلاتی اصلی بین ارمنستان و ناگورنو قره‌باغ است، در این منطقه جای گرفته است.
این استان تا قبل از جنگ دوم قره‌باغ به همراه بخش‌هایی از استان قره‌باغ تحت اشغال جمهوری آرتساخ قرار داشت.
استان زنگه‌زور شرقی به لحاظ تقسیمات کشوری به ۵ شهرستان (Rayon) تقسیم شده و دارای ۵ شهر است:

## فهرست شهرستان‌ها
| ردیف | نام شهرستان | مساحت (کیلومتر مربع) | جمعیت (۲۰۰۹) | جمعیت (۲۰۱۹) | جمعیت (۲۰۲۰) | رتبه در کشور |
| ---- | ----------- | -------------------- | ------------ | ------------ | ------------ | ------------ |
| ۱    | کلبجر       | ۳٬۰۵۰                | ۸۰٬۸۰۰       | ۹۳٬۱۰۰       | ۹۴٬۱۰۰       | ۴۰           |
| ۲    | جبرئیل      | ۱٬۰۵۰                | ۷۰٬۶۰۰       | ۸۰٬۸۰۰       | ۸۱٬۷۰۰       | ۴۷           |
| ۲    | لاچین       | ۱٬۸۴۰                | ۶۹٬۱۰۰       | ۷۷٬۷۰۰       | ۷۸٬۶۰۰       | ۴۹           |
| ۴    | زنگلان      | ۷۳۰                  | ۳۹٬۳۰۰       | ۴۴٬۸۰۰       | ۴۵٬۲۰۰       | ۶۲           |
| ۵    | قبادلی      | ۸۰۰                  | ۳۵٬۶۰۰       | ۴۱٬۱۰۰       | ۴۱٬۶۰۰       | ۶۶           |

## فهرست شهرها
| ردیف | نام شهر | به ترکی آذربایجانی | شهرستان | جمعیت (۲۰۲۰) | شهر شدن | رتبه در کشور | نشان |
| ---- | ------- | ------------------ | ------- | ------------ | ------- | ------------ | ---- |
| ۱    | لاچین   | Laçın              | لاچین   | ۱۳٬۴۰۰       | ۱۹۲۳    | ۵۳           |      |
| ۲    | کلبجر   | Kəlbəcər           | کلبجر   | ۱۲٬۲۰۰       | ۱۹۸۰    | ۵۵           |      |
| ۳    | زنگلان  | Zəngilan           | زنگلان  | ۱۱٬۳۰۰       | ۱۹۶۷    | ۵۸           |      |
| ۴    | جبرئیل  | Cəbrayıl           | جبرئیل  | ۱۱٬۰۰۰       | ۱۹۴۴    | ۶۰           |      |
| ۵    | قبادلی  | Qubadlı            | قبادلی  | ۹٬۵۰۰        | ۱۹۹۰    | ۶۶           |      |